# Nothomiza rectangula
Nothomiza rectangula là một loài bướm đêm trong họ Geometridae.